# Голубов Лиман
Голубов Лиман — озеро в пойме Днепра, расположенное на территории Херсонского района (Херсонская область, Украина). Площадь — 1,68 км². Тип общей минерализации — пресное. Происхождение — пойменное. Группа гидрологического режима — сточное.
Расположено в границах Нижнеднепровского национального природного парка.

## География
Длина — 2,4 км, ширина наибольшая — 0,8 км. Глубина наибольшая — 2,5 м. Прозрачность — до 1,2 м. Котловина вытянутая с запада на восток. Берега низменные, заболоченные.
Голубов лиман расположен в пойме Днепра — севернее города Алёшки (Цюрупинск). В озеро впадают и вытекают протоки, которыми озеро сообщается с Днепром и Конкой (Цюрупинской Конкой). Протоками сообщается с озёрами, например, Западным, Домаха, Алексеевским Лиманом. Озёра и протоки Днепра образовывают речные острова. На берегах озера нет населённых пунктов.
Питание за счёт водообмена с Днепром. Минерализация воды — 200-300 мг/л. Зимой замерзает. Дно устлано слоем чёрного или тёмно-серого сапропелевого ила с примесями детрита.

## Природа
Вдоль берегов заросли прибрежно-водной растительности (тростник обыкновенный, рогоз узколистный, ивняк). 
Водятся карась, лещ, судак. 
Встречается краснокнижный вид восточная степная гадюка.